# Hoeneidia cidarioides
Hoeneidia cidarioides är en fjärilsart som beskrevs av Charles Boursin 1954. Hoeneidia cidarioides ingår i släktet Hoeneidia och familjen nattflyn. Inga underarter finns listade i Catalogue of Life.